# Bohain-en-Vermandois
Bohain-en-Vermandois – miejscowość i gmina we Francji, w regionie Hauts-de-France, w departamencie Aisne.
Według danych na styczeń 2014 roku gminę zamieszkiwały 6063 osoby, a gęstość zaludnienia wynosiła 190,9 osób/km².